# Forces et Démocratie
Forces et Démocratie était un parti politique fédéral canadien agissant au Québec. Les députés Jean-François Fortin (ex-bloquiste) et Jean-François Larose (ex-néodémocrate) sont les fondateurs de ce parti, créé le 21 octobre 2014. Après avoir participé à une seule campagne électorale, celle de 2015, le parti a été radié par Élections Canada en septembre 2016.

## Histoire
Le 12 août 2014, Jean-François Fortin, député bloquiste de Haute-Gaspésie—La Mitis—Matane—Matapédia, quitte son parti et devient indépendant, dénonçant l'« intransigeance » de Mario Beaulieu et la « radicalisation » en cours du parti. Le lendemain, les médias révèlent que M. Fortin avait envoyé un mois plus tôt un courriel à quelques personnes (dont, par erreur, la permanence du Bloc) dans lequel il expliquait vouloir fonder un nouveau parti « sans ligne politique » et tourné avant tout vers les régions, mais il nie cette volonté et invoque des documents de travail.
Le mois suivant, M. Fortin dépose une motion visant à donner moins de poids aux partis dans la répartition de la parole aux députés, afin de lever d'éventuels « baillons ». Il reçoit alors le soutien public du député néodémocrate de Repentigny, Jean-François Larose.
Le 20 octobre, ils annoncent lors d'une conférence de presse commune la création de Forces et démocratie, nouveau parti tourné vers les régions qui souhaite présenter des candidats dans tout le Québec à l'occasion de l'élection fédérale canadienne de 2015.
En août 2015 la députée indépendante de Montcalm Manon Perreault, exclue du NPD à la suite d'accusations de méfait public, annonce se joindre au parti et se représenter sous cette couleur dans sa circonscription.
Originellement présent uniquement au Québec, le parti dévoile une candidature dans la circonscription ontarienne de Peterborough en juillet 2015 En septembre une autre candidature est enregistrée hors-Québec, dans une circonscription de Terre-Neuve et Labrador.
Le parti obtient un très faible score lors des élections de novembre, seuls deux des 17 candidats obtiennent plus de 2 %, et ne conserve aucun de ses trois députés. Quelques mois plus tard, Jean-François Fortin démissionne de la chefferie et quitte la vie politique en indiquant souhaiter que le parti lui survive.
Début septembre 2016 le directeur général des élections annonce que le parti serait radié de ses listes le trente du mois pour n'avoir pas respecté les exigences de la Loi électorale du Canada. Le parti s'éteint donc à cette date.

## Principes
Se réclamant ancré dans les régions du Québec, le parti veut avant tout que chacun de ses députés représente au plus près les électeurs de sa circonscription.
À cet effet, hormis une plateforme commune axée sur la démocratie participative et mettant en avant la protection des ressources naturelles, il n'y a pas de position précise sur des questions comme l'économie, le social ou l'indépendance. Cette position est résumée par la phrase suivante : « il n'y aura pas de ligne de parti, mais plutôt un objectif commun : assurer le bien-être des gens de toutes les régions et assurer la vitalité de tous les coins du Québec ».

## Anciens députés
Le parti est créé lors de la 41e législature du Canada par deux députés. En août 2015 la députée Manon Perreault les rejoint, tous se représentent lors de l'élection fédérale canadienne de 2015 mais aucun n'est élu. Le parti n'a plus de représentation parlementaire depuis.
- Jean-François Fortin, député de Haute-Gaspésie—La Mitis—Matane—Matapédia (le Bas-Saint-Laurent et la Gaspésie–Îles-de-la-Madeleine);
- Jean-François Larose, député de Repentigny (Lanaudière);
- Manon Perreault, députée de Montcalm (Lanaudière).

## Élections

### Élection fédérale de 2015
Lors de la dissolution de la Chambre des communes le parti possède trois députés, tous québécois transfuges d'autres partis. Jean-François Fortin annonce des candidatures uniquement dans chaque région du Québec. In fine il y aura 17 candidats du parti, ne représentant pas toutes les régions du Québec mais avec un candidat en Ontario et un autre à Terre-Neuve et Labrador.
Le soir du scrutin du scrutin du 19 octobre 2015 les trois députés sortants sont battus et aucun candidat n'est élu. Le meilleur score est obtenu par le chef du parti, qui obtient 11,6 %, en avant-dernière position dans Avignon—La Mitis—Matane—Matapédia. Manon Perreault et Jean-François Larose finissent tous les deux derniers dans leurs circonscriptions, avec respectivement 1,2 % et 0,2 %. En moyenne, les 17 candidats ont récolté 1,1 % des votes de leurs circonscriptions. Cependant, mis à part Jean-François Fortin seul un autre candidat (Johnathan Cloutier, dans Repentigny) atteint les 2 %.
Après ce scrutin, Forces et Démocratie ne possède donc plus de représentation parlementaire.

### Résultats électoraux
| Élection | Chef                 | Votes | %   | Sièges  | +/– | Position | Gouvernement        |
| -------- | -------------------- | ----- | --- | ------- | --- | -------- | ------------------- |
| 2015     | Jean-François Fortin | 8 298 | 0,0 | 0 / 338 |     | 10e      | Extra-parlementaire |